# Rodrigo (ópera)

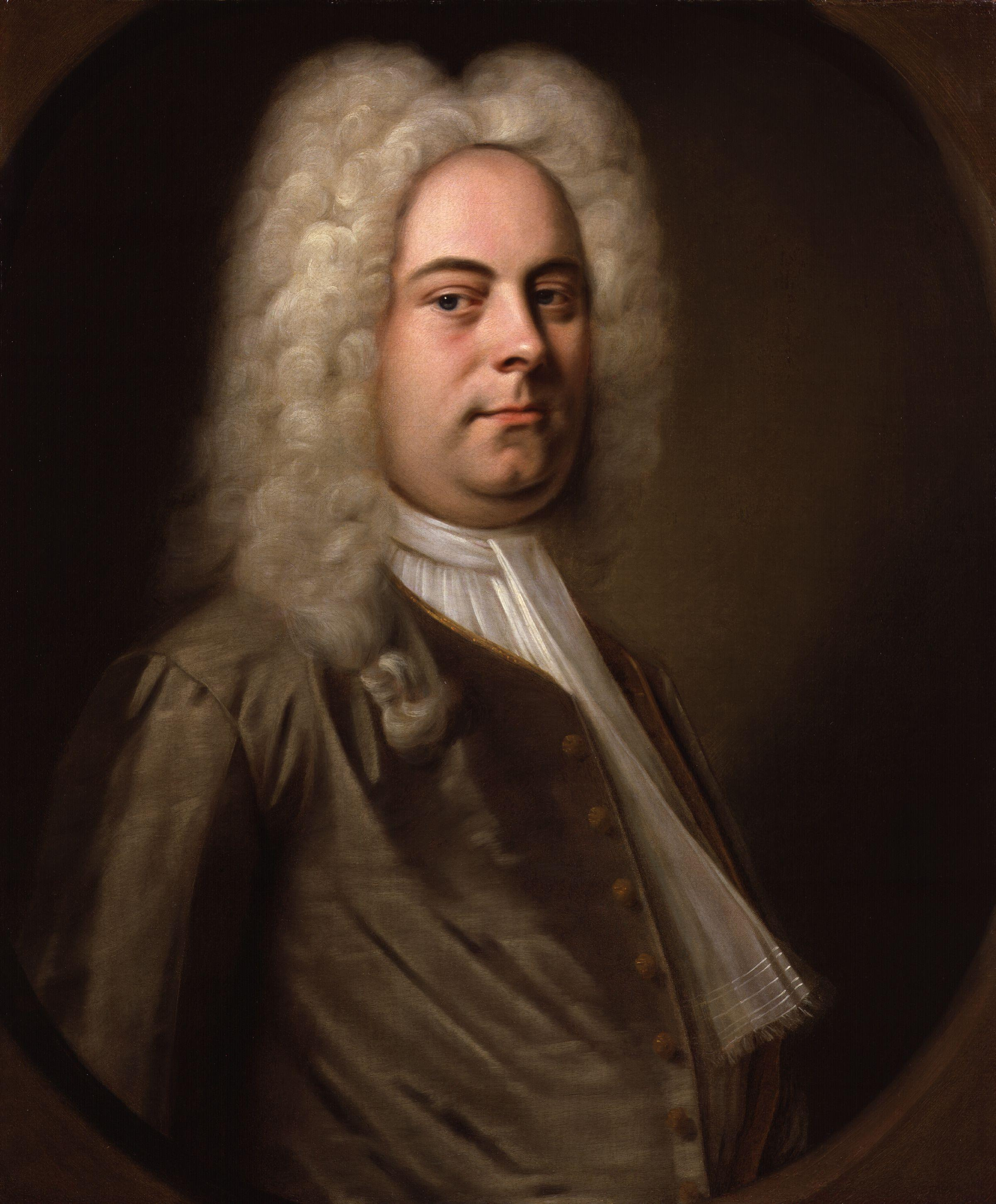
Händel em 1726-1728

Rodrigo (HWV 5) é uma ópera em três atos composta pelo compositor alemão naturalizado britânico Georg Friederich Händel (1685-1759). Esta foi a primeira ópera composta pelo jovem Händel logo após sua chegada à Itália. Ela foi composta a partir do libreto Il duelle d'amore e di vendetta de Francesco Silvani. O texto já havia sido musicado em Veneza no ano de 1699 por Marc'Antonio Ziani (1653-1715). O título original da obra de Händel era vincer a si stesso è la maggior vittoria, ou seja, vencer a si mesmo é a maior vitória. A estreia ocorreu em Florença, no Teatro Civico Accademico, no outono de 1707. A elenco original era composto de Stefano Frilli (soprano-castrato) no papel de Rodrigo, Anna Maria Cecchi Torri, conhecida como La Beccarina (soprano) pour Esilena, Francesco Guicciardi (tenor) como Giuliano, Aurelia Marcello (soprano) como Florinda, Caterina Azzolini, conhecida como La Valentina (soprano) no papel de Evanco e Giuseppe Perini (alto-castrato) como Fernando. 
Algumas fontes contestam a data de 1707, argumentando que a estreia se deu no teatro privado do duque Ferdinando em Pratollino, alguns quilómetros ao Norte de Florença, em 1708.
A ópera foi revivida em 1984, em Innsbruck. Um fragmento perdido do terceiro ato foi encontrado em 1983 e uma versão mais completa foi encenada em Londres em 1985 pela Händel Opera Society sob a direção de Charles Farncombe no Sadler's Wells Theatre. Outra montagem ocorreu em Karlsruhe em 1987.

## Argumento[2]
O argumento da ópera é baseado na história de Rodrigo, último rei visigodo da Espanha. Ele depõe o rei Vitizza, mas acaba incorrendo nos mesmos vícios de luxúria que dizia desprezar em seu antecessor. Rodrigo seduz a jovem Florinda, prometendo torná-la sua rainha e repudiar sua esposa, Elisena, que é invértil. Mas a jovem seduzida é desprezada por Rodrigo, mas dá à luz um filho dele. Giuliano, general de Rodrigo e pai de Florinda, ao saber que a filha foi seduzida e desprezada, alia-se a Evanco, filho do rei deposto, Vitizza. Evanco é apaixonado por Florinda. Em batalha, Evanco e Giuliano vencem Rodrigo e o aprisionam. Quando estão prestes a executá-lo, Florinda chama a si essa tarefa. Quando Florinda está prestes a matar Rodrigo, Esilena surge com o filho dos dois acusando Florinda de tentar separar pai e filho. Florinda desiste de se vingar e Rodrigo diz a Esilena que ela é quem deve puni-lo por sua infidelidade. Rodrigo e Esilena são mandados para o exílio. Evanco assume o trono tendo Florinda como rainha, mas adota o filho de Rodrigo como seu herdeiro. Giuliano se torna regente.

## Discografia
Uma gravação importante em CD foi feita pelo selo Virgin Veritas em 1997. Alan Curtis rege Il Complesso Barroco. No elenco estão Gloria Banditelli (Rodrigo), Sandrine Piau (Esilena), Elena Cecchi Fedi (Florinda), Rufus Müler (Giuliano), Roberta Invernizzi (Evanco) e Caterina Calvi (Fernando).
Em 2008, a Naïve lançou outra gravação com Al Ayre Español dirigido por Eduardo Lopez Banzo. No elenco, Maria Ricarda Wessling (Rodrigo), Maria Bayo (Esilena), Debora York (Florinda), Kobie van Rensburg (Giuliano), Anne-Catherine Gillet (Evanco) e Max Emmanuel Cencic (Fernando).